# Hyllus manensis
Hyllus manensis là một loài nhện trong họ Salticidae.
Loài này thuộc chi Hyllus. Hyllus manensis được Embrik Strand miêu tả năm 1906.